# Bryka
Bryka – rodzaj wozu podróżnego krytego płótnem. Znany w Polsce w okresie od XVI do XIX wieku, pospolity zwłaszcza na kresach wschodnich. 